# Меріан Хобсон Жаннере
Меріан Елізабет Жаннере (при народженні Хобсон; народилася 10 листопада 1941 року) - британська дослідниця французької філософії та культури. З 1992 по 2005 рік вона була професоркою французької мови в Лондонському університеті ім. Королеви Мері. Раніше вона також  викладала в Ворікському університеті, Женевському університеті та Кембриджському університеті. У 1977 році вона стала першою жінкою, яку обрали членом Трініті-коледжу в Кембриджі.

## Дитинство і освіта
Меріан Хобсон народилася 10 листопада 1941 року у сім'ї слюсаря електростанції Неасден Чарльза Хобсона, який згодом став політиком Лейбористської партії та членом парламенту, який у 1964 році отримав статус однолітка як барон Хобсон та його дружина Доріс Мері Хобсон. Навчалась Меріан у коледжі Ньюнем, Кембридж, закінчивши ступінь бакалаврки мистецтв (BA) та доктора філософії (PhD): Згодом вона вирішила підвищити свою бакалаврська ступінь до ступеня  магістрикині мистецтв (MA). Її докторська дисертація, яку вона подала в 1969 році, мала тему "Поняття" ілюзії "у французькій естетичній теорії XVIII століття".

## Професійна кар'єра
З 1966 по 1971 роки Меріан Хобсон була асистенткою викладача французької мови в Ворікському університеті. З 1973 (за іншими даними з 1974) по 1976 роки вона була асистенткою університету. У 1977 р. Вона вступила до Кембриджського університету, її призначили членом Трініті-коледжу в Кембриджі: вона була першою жінкою, яка стала членом Трініті-коледжу. Крім того, вона була викладачкою університету у 1985 і 1992 роках. Потім, у 1992 році, пані Хобсон переїхала до Лондону і почала працювати у Лондонському університеті королеви Марії на посаді  професорки французької мови. У 2005 році вона пішла у відставку та була призначена заслуженою професоркою, хоча і до сьогодні продовжує певну роботу в Університеті Королеми Марії науковою співробітницею.
Меріан Хобсон була  запрошеною професоркою у багатьох університетах світу, зокрема: Каліфорнійському університеті,Університеті Джона Хопкінса,  Празькому університеті та Гарварді. У 2005-2006 навчальному році її запросив професор Норман Юджин Фрілінг в Університеті Мічигану.  Впродовж 2009 - 2012 років  Меріан Елізабет Жаннере була обрана членом Ради Британської академії.

## Сімейне життя
У 1968 році Меріан Хобсон взяла шлюб з Мішелем Жаннере і взяла прізище чоловіка. Мішель Жаннере - відомий швейцарський вчений, авторитетний дослідник французької літератури  У шлюбі в них народився 1 син.

## Основні досягнення
1997 року  Меріан Хобсон була призначена кавалеркою Академічного ордену Пальми, який нагороджується французьким урядом. У 1999 році вчену було обрано членом Британської академії (FBA) та національної академії гуманітарних та соціальних наук Великої Британії. У 2002 році з приводу дня народження Британської королеви вона була призначена командиркою Ордена Британської імперії (CBE) за значні заслуги у дослідженні французькою мовою та літературою.

## Наукові роботи
- Hobson, Marian (1982). The Object of Art: The Theory of Illusion in Eighteenth-Century France. Cambridge: Cambridge University Press. ISBN 978-0521243506.
- Diderot (2000). Marian Hobson (ред.). Lettre sur les aveugles à l'usage de ceux qui voient : lettre sur les sourds et muets à l'usage de ceux qui entendent et qui parlent (French) . Paris: Flammarion. ISBN 978-2080710819.
- Derrida, Jacques (2003). The problem of Genesis in Husserl's philosophy. Chicago: University of Chicago Press. ISBN 978-0226143156.
- Hobson, Marian (2011). Diderot and Rousseau: Networks of Enlightenment. Oxford: Voltaire Foundation. ISBN 978-0729410113.
- Marian, Hobson (2012). Jacques Derrida: Opening Lines. London: Routledge. ISBN 978-1134774449.
- Marian Hobson, ред. (2014). Denis Diderot 'Rameau's Nephew' - 'Le Neveu de Rameau': A Multi-Media Bilingual Edition (вид. 1st). Cambridge: Open Book Publishers. ISBN 978-1783740086.
- Marian Hobson, ред. (2016). Denis Diderot 'Rameau's Nephew' - 'Le Neveu de Rameau': A Multi-Media Bilingual Edition (вид. 2nd). Cambridge: Open Book Publishers. ISBN 978-1909254930.